# Exocentrus angusticollis
Exocentrus angusticollis es una especie de escarabajo longicornio perteneciente al género Exocentrus, categorizada en la tribu Exocentrini, de la subfamilia Lamiinae.
Mide 3,4 mm de longitud. Un ejemplar de la especie se conserva en el museo Nacional de Historia Natural de los Estados Unidos.

## Taxonomía
Se atribuye su descripción al entomólogo de origen estadounidense Warren Samuel Fisher, quien la citó por primera vez en 1925. La especie aparece registrada en la sección New Malaysian Cerambycidæ; subfamily Lamiinæ de The Philippine Journal of Science, 28 (2): 205–275, publicada por Fisher Warren Samuel en 1925.

## Distribución
Se distribuye por Asia, específicamente en Filipinas, siendo reportada en la isla de Mindanao.